# Cirrospilus pulcher
Cirrospilus pulcher är en stekelart som beskrevs av Masi 1911. Cirrospilus pulcher ingår i släktet Cirrospilus och familjen finglanssteklar. Inga underarter finns listade i Catalogue of Life.